# 臼井芳一
臼井 芳一（うすい よしかず、1899年1月28日 - 1980年2月9日）は、日本の経営者。伊奈製陶（INAXを経て、現在のLIXIL）社長を務めた。

## 経歴
栃木県栃木市出身。1921年に東京高等工業学校窯業学科を卒業した。
日本陶器（ノリタケカンパニーリミテドを経て、現在のノリタケ）での勤務を経て、1924年に伊奈製陶に転じ、1933年に取締役、1948年9月に常務を経て、1963年12月に社長に就任した。1968年10月、相談役に就任した。
1967年10月に藍綬褒章を受章した。
1980年2月9日、脳梗塞のため死去した。81歳没。